# Jean-François Lucquin
Jean-François Lucquin (1978) is een Franse golfprofessional. 

## Amateur
Naast enkele regionale amateurs wedstrijden won hij onder meer:
- 1994: Frans jeugdkampioen op Le Golf National
- 1995: Grand Prix de St Etienne
- 1997: Omnium regio Rhône-Alpes, Grand Prix de Lons-le-Saunier

## Professional
In 1997 werd hij professional.
In 2002 behaalde hij een derde plaats in de Trophée Lancôme, won het Marokkaans Open op de Royal Golf Dar Es Salam en eindigde op de tweede plaats in de rangorde van de Europese Challenge Tour. Dit leverde hem deelname aan de Europese PGA Tour van 2003 op. Hij verloor echter direct weer zijn spelerskaart. Op de Tourschool 2004 won hij de kaart weer terug.
2008 was een tegenvallend jaar totdat hij in september het Zwitsers Open won. Het was zijn eerste overwinning op de Europese PGA Tour.

### Gewonnen

#### Nationaal
- 1999: Molliets, Guijan-Mestras, Omnium National

#### Challenge Tour
- 1997: Panalpina Banque Commerciale du Maroc Classic

#### Europese Tour
- 2008: Zwitsers Open met een score van -13. Hij wint een play-off van de Noord-Ierse Rory McIlroy.